# Alfred Sully
Pour les articles homonymes, voir Sully.
Alfred Sully (né le 22 mai 1821 à Philadelphie et mort le 27 avril 1879 à Fort Vancouver) est un officier américain qui participa à la guerre de Sécession sous les couleurs de l'Union ainsi qu'à plusieurs guerres indiennes. Il est le fils du peintre Thomas Sully.

## Avant la guerre
Alfred Sully est diplômé de l'académie militaire de West Point en 1841.

## Guerre des Sioux de 1862
- Bataille de Killdeer Mountain
- Bataille des Badlands

## Après la guerre
Mary Sully alias Akicita Win (Femme Soldat), la fille d'Alfred et de sa femme Sioux Yankton, se marie au révérend Philip Joseph Deloria, un prêtre épiscopal, aussi connu sous le nom de Tipi Sapa (Black Lodge), un chef des Sioux Yankton.